# Daihatsu Mira Gino
El Daihatsu Mira Gino (ダイハツ・ミラジーノ, Daihatsu Mira Jiino) fou un automòbil lleuger o kei car produït pel fabricant d'automòbils japonés Daihatsu entre els anys 1999 i 2009. Desenvolupat sobre la base del més popular Daihatsu Mira, fou presentat al mercat domèstic l'any 1999 amb la segona generació l'any 2004. El Mira Gino va substituir el Daihatsu Mira Classic, una versió del Mira de quarta generació. Finalment, fou reemplaçat l'any 2009 al nínxol de les berlines kei retro pel Daihatsu Mira Cocoa. Els principals rivals comercials del Mira Gino foren el Suzuki Alto Lapin, el Mazda Spiano, el Mitsuoka Ray i en menor importància el Suzuki Alto C i el Mitsubishi Minica Town Bee.

## Primera generació (1999-2004)

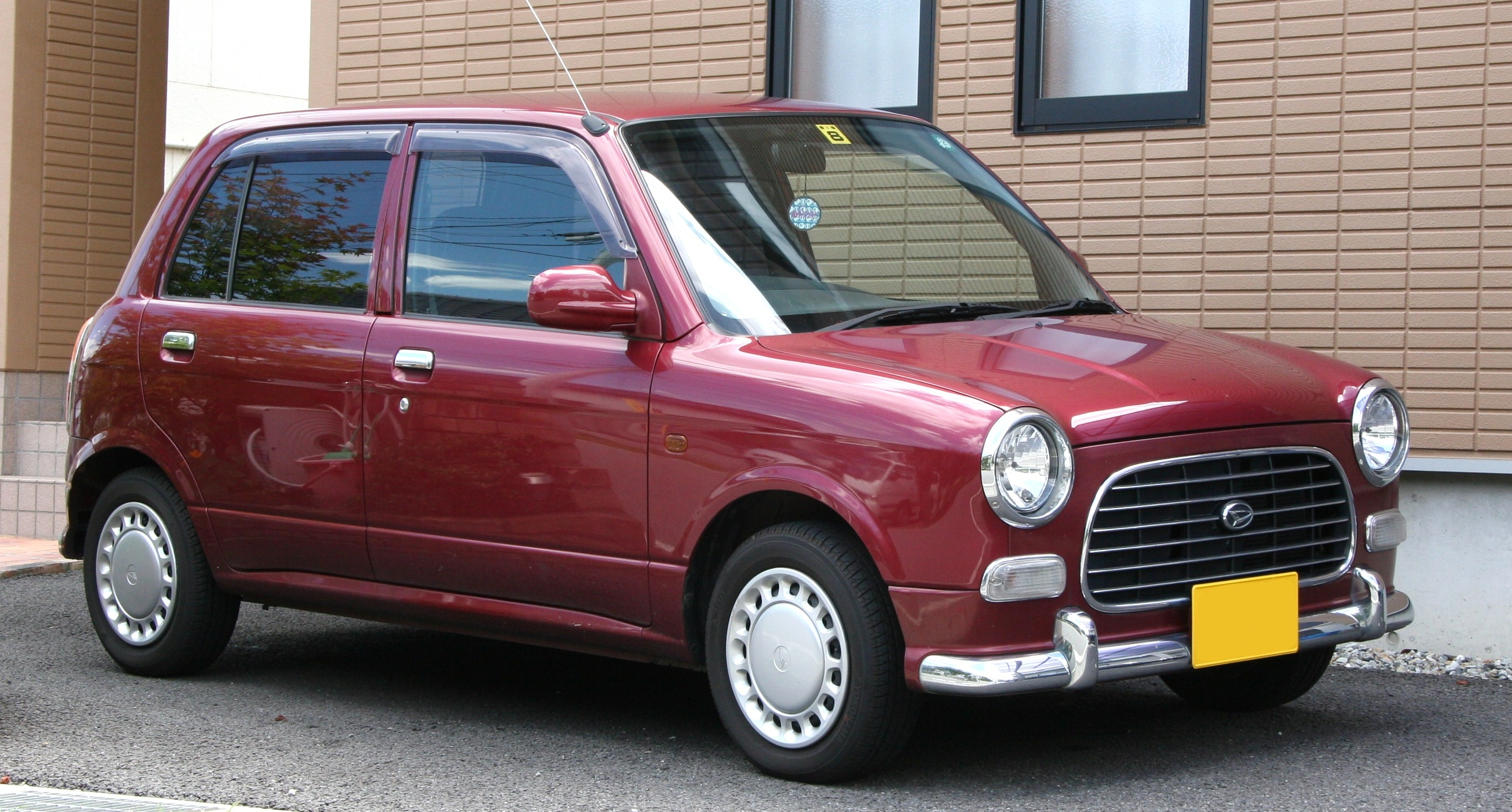
Mira Gino

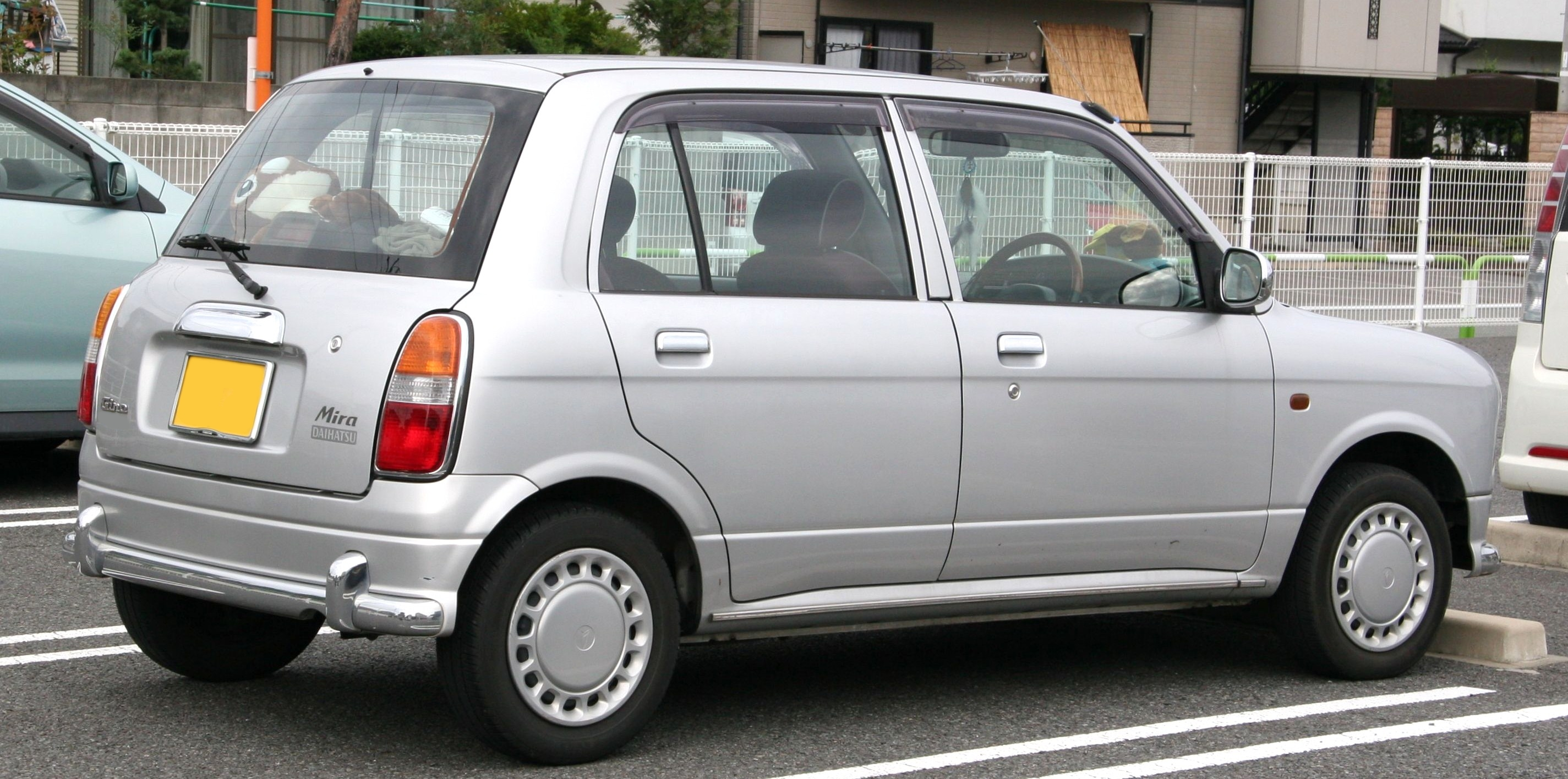
Mira Gino

La primera generació del Daihatsu Mira Gino fou treta al mercat l'1 de març de 1999 i estava disponible en carrosseria berlina de cinc o tres portes. El model es desenvolupà sobre la base del Daihatsu Mira de cinquena generació, produït entre els anys 1998 i 2002. Inicialment el model només equipava el motor tricilíndric en línia de 658 centímetres cúbics, atmosfèric o amb turbocompressor. Es podia elegir entre la tracció al davant o a les quatre rodes. El disseny clàssic i retro del model recordava al Morris Mini o al Daihatsu Compagno. La tercera i darrera generació del Mitsuoka Ray, comercialitzada entre els anys 2002 i 2004, fou desenvolupada sobre la base del Mira Gino.
A l'agost de l'any 2002, la marca va prendre la inusual decisió d'equipar el Mira Gino amb un motor tricilíndric de 989 cc destinat al mercat europeu, anomenant aquesta versió Mira Gino 1000. Amb aquesta motorització i una carrosseria modificada més llarga i ampla, el Mira Gino 1000 no podia ser legalment considerat com a un kei car. Els dos motors (658 turbo i 989 cc) produïen 63 cavalls de potència, però a baixa velocitat el Mira Gino 1000 oferia més potència. Quan la producció del Mira Gino 1000 va aturar-se el juny de 2004, s'havuien produït 1.290 unitats d'aquesta versió. Sense un reemplaçament directe, l'espai del Mira Gino 1000 fou ocupat pel Daihatsu Boon.

## Segona generació (2004-2009)

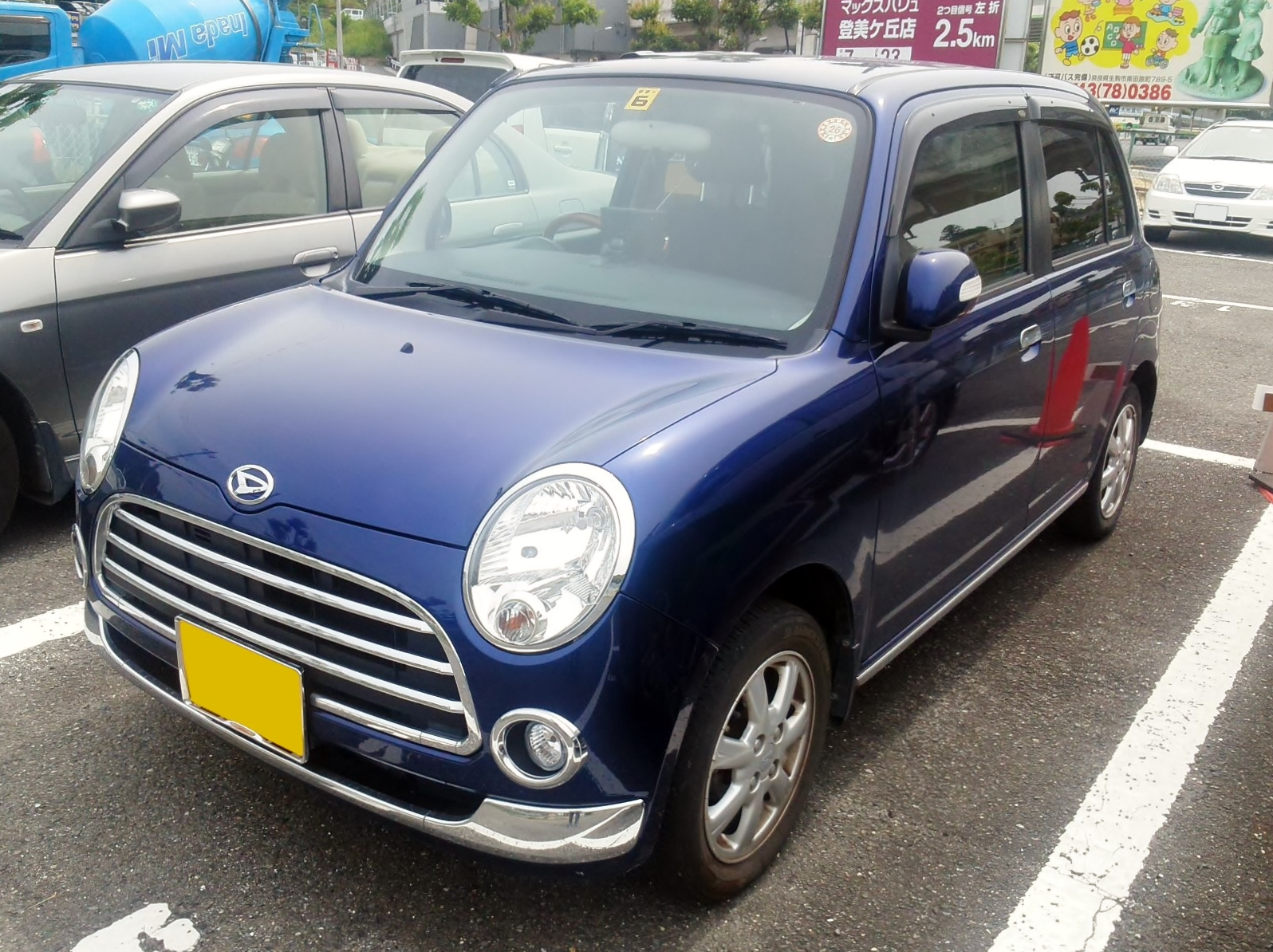
Mira Gino X Limited

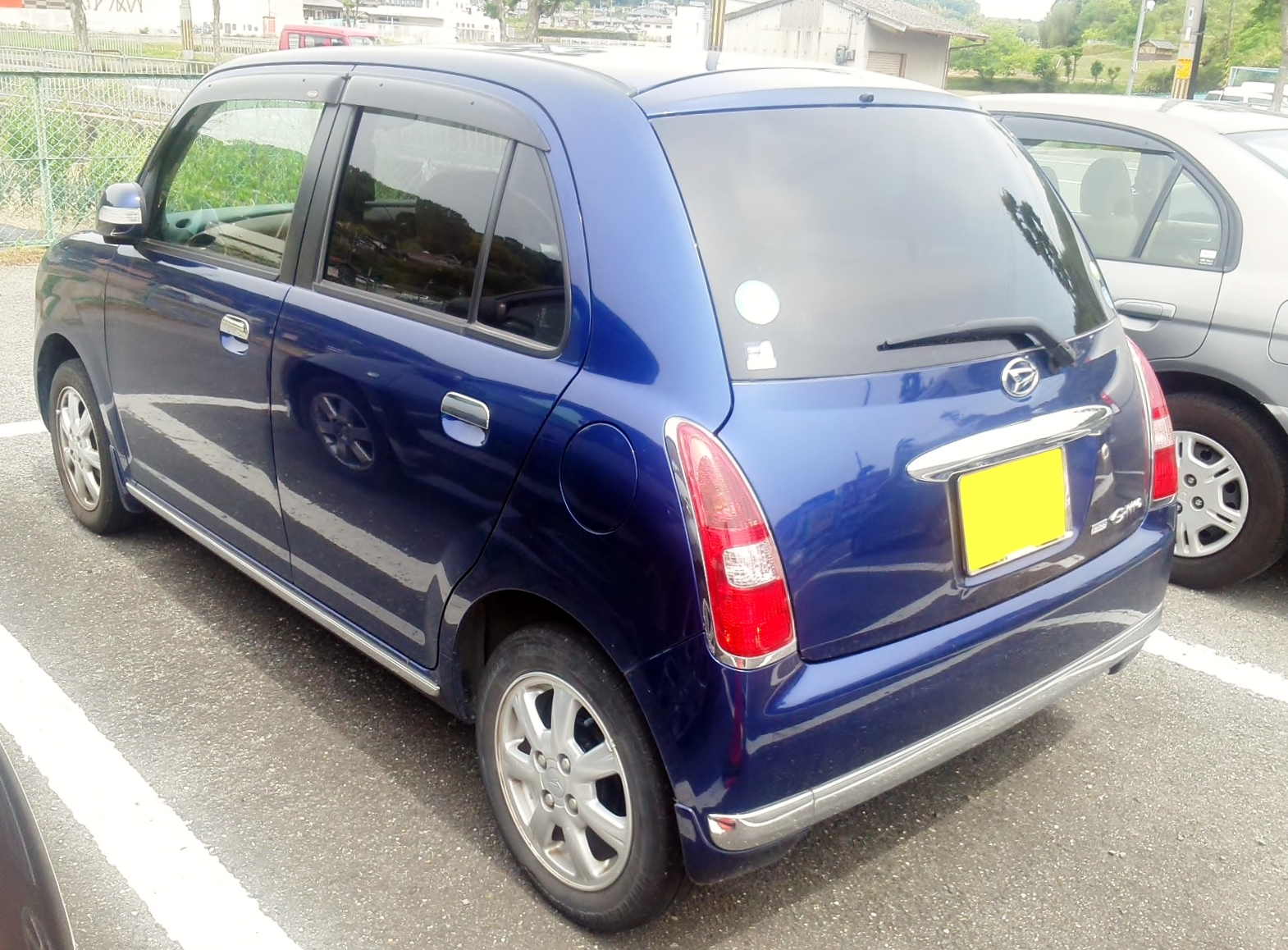
Mira Gino X Limited

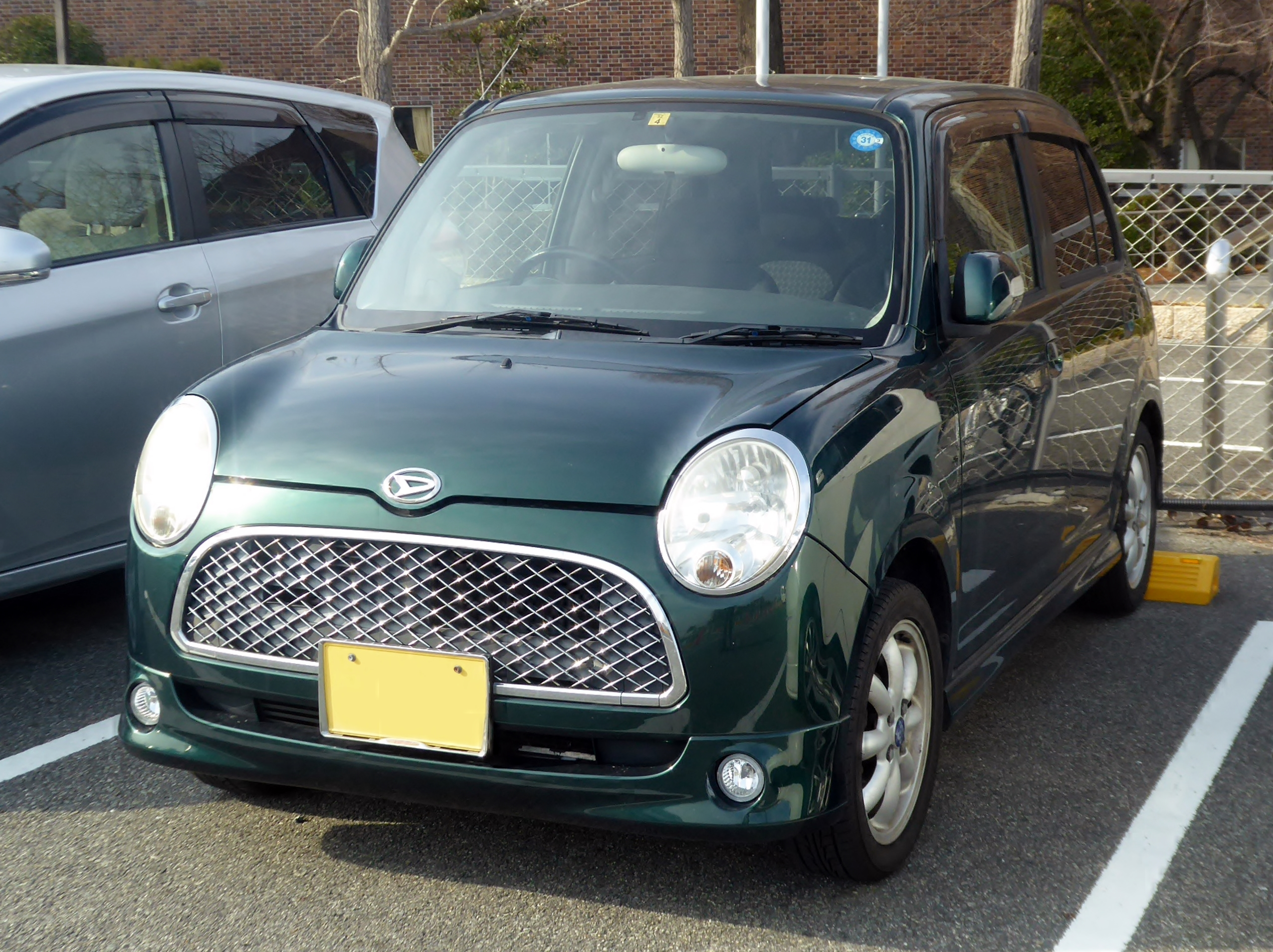
Mira Gino MINILITE

El 29 de novembre de 2004 va eixir la segona generació del Daihatsu Mira Gino com a reemplaçament de la primera.
Desenvolupat sobre la base de la sisena generació del Daihatsu Mira, el segon Mira Gino va tindre una presència més diferenciada de la seua base en comparació amb l'anterior generació. Aquesta segona generació només va estar disponible en carrosseria berlina de cinc portes.
Els quatre graus d'equipament inicials eren "L", "X", "X Limited" i "MINILITE". Mecànicament, emprava la mateixa motorització que el Mira del qual derivava.
Durant un temps limitat, el Mira Gino fou exportat als països de la Unió Europea amb el nom de Daihatsu Trevis i un motor més gran de 989 cc. La producció del Mira Gino va aturar-se a l'abril de 2009 per a donar pas al seu successor, el Daihatsu Mira Cocoa. Es van produir 88.318 unitats d'aquesta segona generació.